# دیپلماسی قایق‌های توپ‌دار
دیپلماسی قایق‌های توپ‌دار (انگلیسی: Gunboat diplomacy)، عبارت است از پیگیری اهداف سیاست خارجی با کمک نمایش‌های چشمگیر قدرت دریایی، که در صورت عدم توافق نیروی برتر، دلالت بر تهدید مستقیم جنگ دارد یا آن را تشکیل می‌دهد.